# Mesida grayi
Mesida grayi là một loài nhện trong họ Tetragnathidae.
Loài này thuộc chi Mesida. Mesida grayi được miêu tả năm 1975 bởi Chrysanthus.